# Derek Bell (Musiker)
George Derek Fleetwood Bell MBE (* 21. Oktober 1935 in Belfast, Nordirland; † 17. Oktober 2002 in Phoenix, Arizona) war ein irischer Musiker. Er war 28 Jahre lang Mitglied der irischen Band The Chieftains.
Auf Grund einer ärztlichen Fehldiagnose in seiner frühen Kindheit (angehende permanente Blindheit) wurde er von seinen Eltern sehr früh an Musikinstrumente herangeführt; er gab sein erstes Klavierkonzert mit 12 Jahren. Nach ausgedehntem Musikstudium in England und in den USA spielte er in diversen Orchestern, u. a. im Royal Philharmonic Orchestra. Später erlangte er eine Anstellung im Belfast Symphony Orchestra, wo er sich für die Harfe begeisterte. 1965 trat Bell dem BBC Northern Ireland Orchestra als Harfenspieler und Oboist bei.
Als er 1972 Paddy Moloney von den Chieftains traf, lud ihn dieser zu einem gemeinsamen Auftritt und einem Gastauftritt auf dem Album Chieftains 4 ein. Aus diesem Gastspiel wurden 30 Jahre Mitgliedschaft in der Band. Hier war Ding Dong Bell, wie er genannt wurde, ein bei den Fans und den Musikern äußerst beliebter weil humorvoller Mitmusiker. Durch sein Äußeres, immer im grauen Anzug, hob er sich vom Gesamtbild der Band ab.
Derek Bell verstarb nach kurzer Krankheit am 17. Oktober 2002 in Phoenix, Arizona (USA), nachdem er mit den Chieftains das Album Down the Old Plank Road eingespielt hatte. Er konnte in der Band bisher nicht ersetzt werden.
Während seiner Zeit als Mitglied der Chieftains bis zu seinem Tod trat der dem Buddhismus zugewandte Bell auch als Komponist und Solokünstler auf. Er spielte diverse Harfen, Klavier, Cembalo, Englischhorn, Oboe und Tiompan (irisches Hackbrett). Es existieren folgende Solowerke:
- Carolan's Receipt (1975) – zum Teil begleitet von den Chieftains spielt Derek Werke des Irischen Komponisten Turlough O’Carolan
- Carolan's Favourite (1980) – zum Teil begleitet von den Chieftains spielt Derek Werke des Irischen Komponisten Turlough O’Carolan
- Derek Bell Plays with Himself (1981) – Soloaufnahmen von Werken diverser Komponisten, gespielt auf 8 Instrumenten
- Ancient Music for the Irish Harp (1981) – Soloaufnahmen für Harfe diverser Komponisten
- Derek Bell's musical Ireland (1983) – bekannte und beliebte irische Lieder, zum Teil begleitet von den Chieftains
- The Mystic Harp (1996) – Werke von Donald Waters mit Orchesterbegleitung
- Dussek: Duos Concertants/Sonata élégie harmonique (1996) – Werke von Dussek, Duos für Harfe und Klavier mit Joanna Leach
- A Celtic Evening with Derek Bell (1997) – Liveaufnahmen mit Werken verschiedener Komponisten
- Compositions (1998) – Eigenkompositionen mit dem Vratza Philharmonic Orchestra (Bulgarien) und Solisten
- Mystic Harp 2 (1999) – Werke von Donald Waters mit Orchesterbegleitung

Daneben war er als Gastmusiker zu hören bei Van Morrison, Elvis Costello, Rankin Family, Mark Knopfler, Will Millar sowie als Mitglied der Chieftains in unzähligen weiteren Projekten.